# Помідори по-рівненськи
Помідори по-рівненськи — популярний український салат з помідорів, майонезу та сиру. Схожий до італійського капрезе.

## Історія
Вважається, що цей салат був вперше приготовлений у Рівному.
Салат представляв Рівненщину на Ukrainian Gastro Show 2020, де шеф-кухарі з різних регіонів презентували внесок у розвиток сучасної української кухні.

## Приготування
Нарізати помідори пласкими кружальцями товщиною приблизно 0,5 см і розташувати їх на тарілці. Змішати майонез із часником та нанести цей соус на верхню частину помідорів. Натерти сир на дрібну тертку і рівномірно розподілити його поверхнею страви.

## Галерея

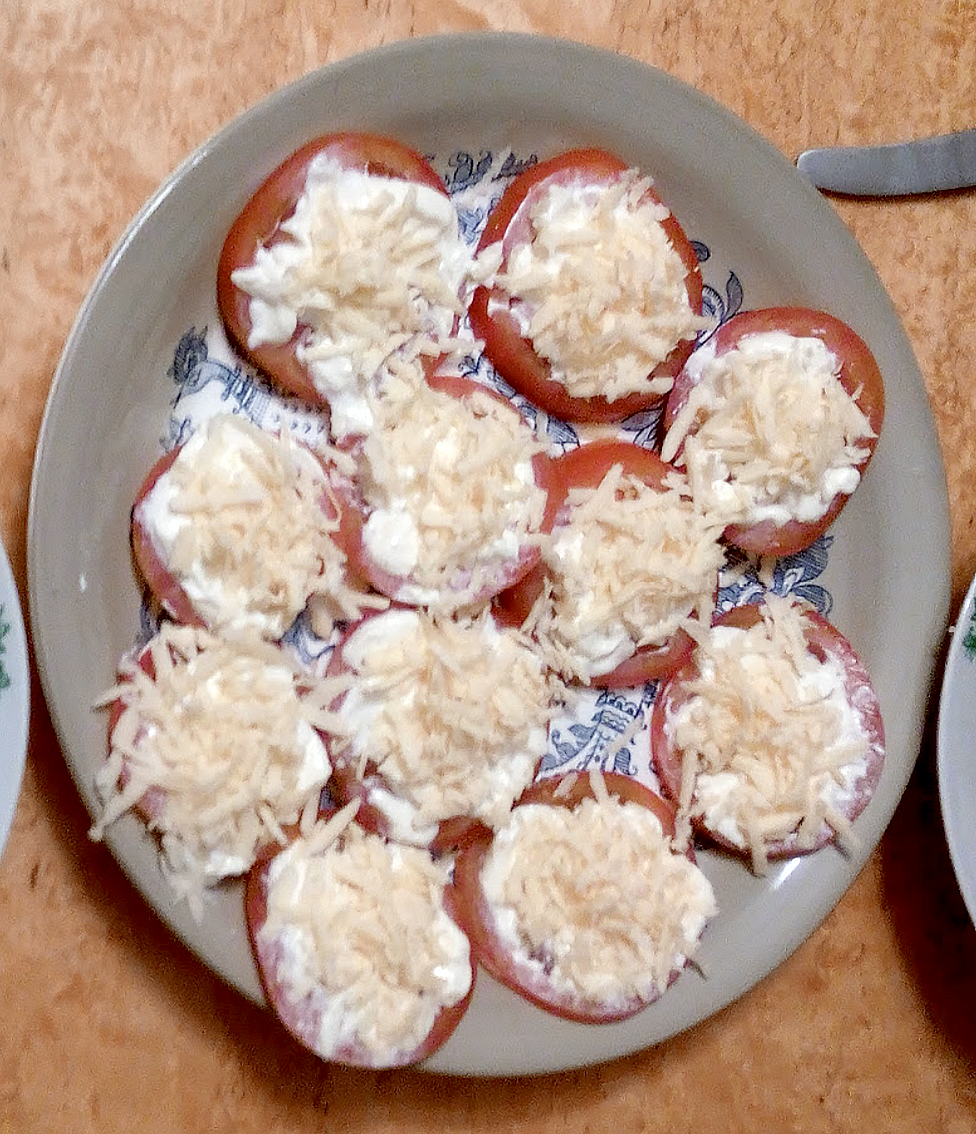
Салат з тертим сиром
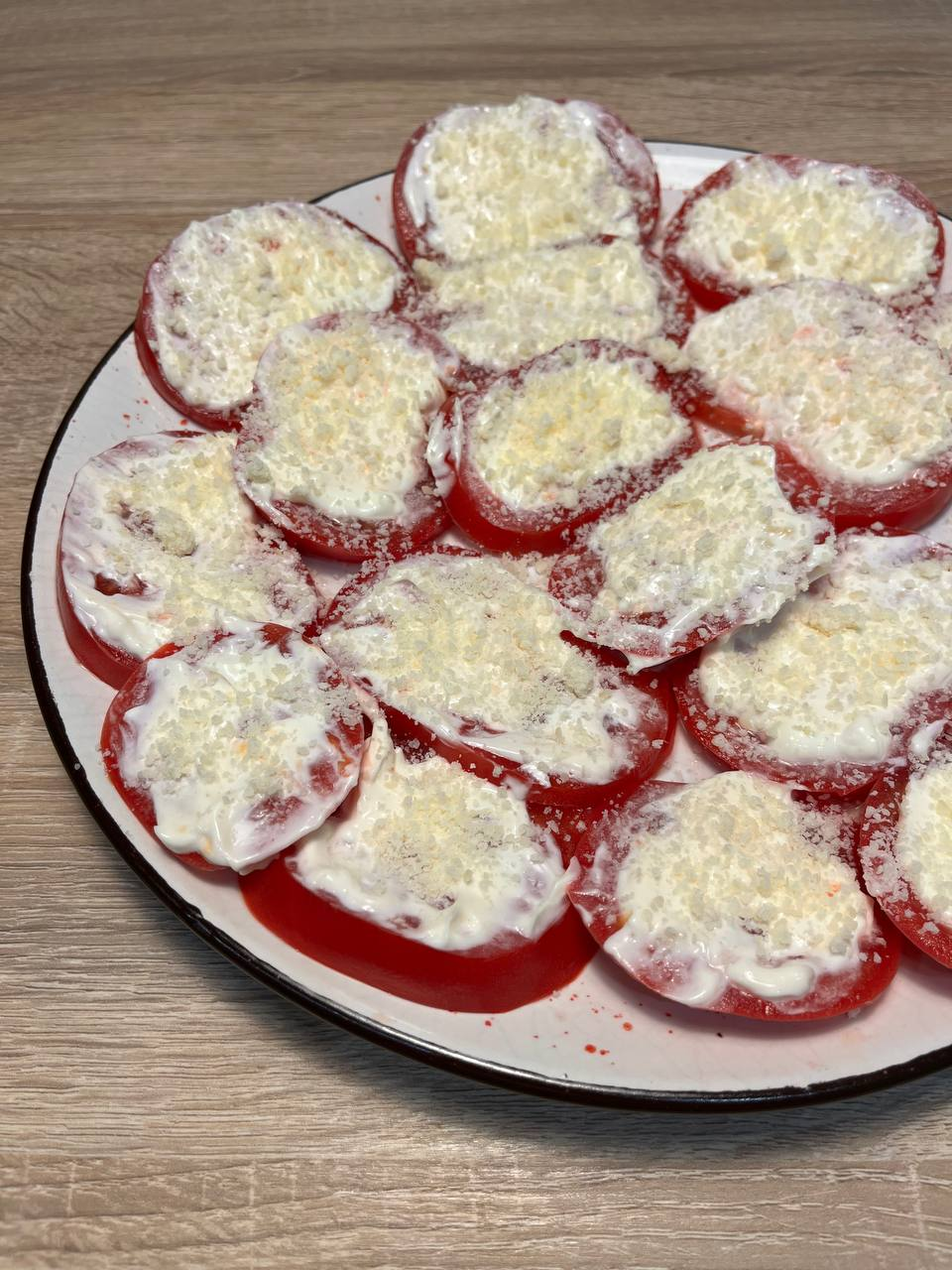
Салат з подрібненим пармезаном